# Anatoli Berezovoï
Anatoli Nikolaïevitch Berezovoï (en russe : Анатолий Николаевич Березовой) est un cosmonaute soviétique, né le 11 avril 1942 à Enem, un village du kraï de Krasnodar, en RSFS de Russie (Union soviétique), et mort le 20 septembre 2014.

## Biographie
Berezovoy est né à Enem, dans l'oblast autonome adyguéen, en RSFS de Russie, dans une famille ukrainienne. Marié et père de deux enfants, il est diplômé de l'Air Force Academy.
Le 27 avril 1970, il est sélectionné comme cosmonaute. Il a pris sa retraite le 31 octobre 1992 en raison de son âge. De 1992 à 1999, il a été vice-président de l'agence spatiale russe.

## Vols réalisés
Il réalise un unique vol de plus de 211 jours le 13 mai 1982, en séjournant à bord de Saliout 7 en tant que membre de l'expédition Saliout 7 EO-1, établissant un nouveau record de durée de vol spatial. Il décolle à bord de Soyouz T-5 le 13 mai 1982 et revient sur Terre le 10 décembre 1982 à bord de Soyouz T-7.

## Citation

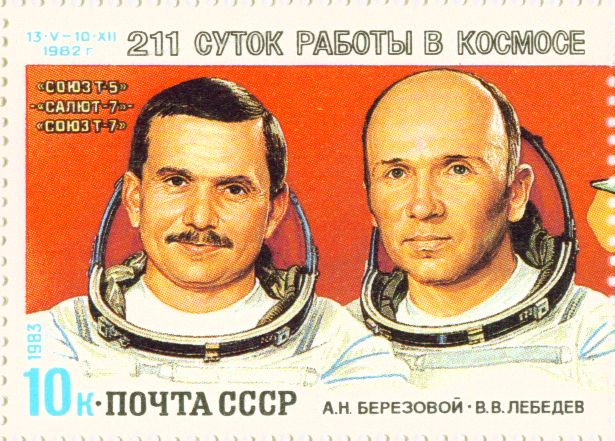
Anatoli Berezovoï et Valentin Lebedev sur un timbre soviétique intitulé 211 jours de travail dans l'espace (1983).

« Dans l’espace, tout est vraiment différent. Vous couchez au plafond et vous dépassez des continents entiers en quelques instants. Vous donnez un tour de clé pour dévisser un écrou et vous vous retrouvez vous-même en train de pivoter. »